# 음력 1월 29일
음력 1월 29일은 음력 1월의 29번째 날이다.

## 사건
- 291년 - 금관가야의 제 4대왕 거질미왕이 보위에 오르다.
- 1919년 - 3·1 운동
- 1998년 - 대한민국 제15대 김대중 대통령 취임.

## 문화
- 1973년 - 한국방송공사(KBS) 창립.

## 탄생
- 1960년 - 대한민국의 교육인 이병태.
- 1982년 - 대한민국의 아나운서 이선영.

## 같이 보기
- 음력 360일: 1월 2월 3월 4월 5월 6월 7월 8월 9월 10월 11월 12월
- 전날:1월 28일 다음날:1월 30일 - 전달:12월 29일 다음달:2월 29일
- 양력:1월 29일
- 음력, 윤달